# Méhtelek
Méhtelek község Szabolcs-Szatmár-Bereg vármegyében, a Fehérgyarmati járásban.

## Fekvése
A vármegye keleti szélén, a Szatmári-síkságon fekszik, közvetlenül Magyarország és Románia határa mellett, alig néhány kilométerre a két ország és Ukrajna hármashatárától.
Szomszédai a határ magyar oldalán: észak felől Nagyhódos, kelet felől Garbolc, délnyugat felől Zajta, nyugat felől pedig Rozsály. Délkeleti és déli irányból a romániai Szárazberekhez (Bercu) és Kispeleskéhez (Pelișor) tartozó területek határolják.
A vármegye nagyobb városai közül a megyeszékhely Nyíregyháza 110, Vásárosnamény 56, Mátészalka 49, Csenger pedig mintegy 20 kilométerre fekszik Méhtelektől. A környék fontosabb települései közül Kölcse 20, Csaholc 14, Túrricse 10, Tisztaberek 7 kilométer távolságra található; a legközelebbi szomszédja a mindössze 3 kilométerre fekvő Garbolc.

### Megközelítése
A településen végighalad, nagyjából délnyugat-északkeleti irányban a 4143-as út, közúton csak ezen érhető el, a két végponti település, Gacsály és Tiszabecs felől is. Vasútvonal nem érinti, a legközelebbi vasúti csatlakozási pontok Zajta vasútállomás vagy Rozsály megállóhely a MÁV Nyíregyháza–Mátészalka–Zajta-vasútvonalán.

## Története

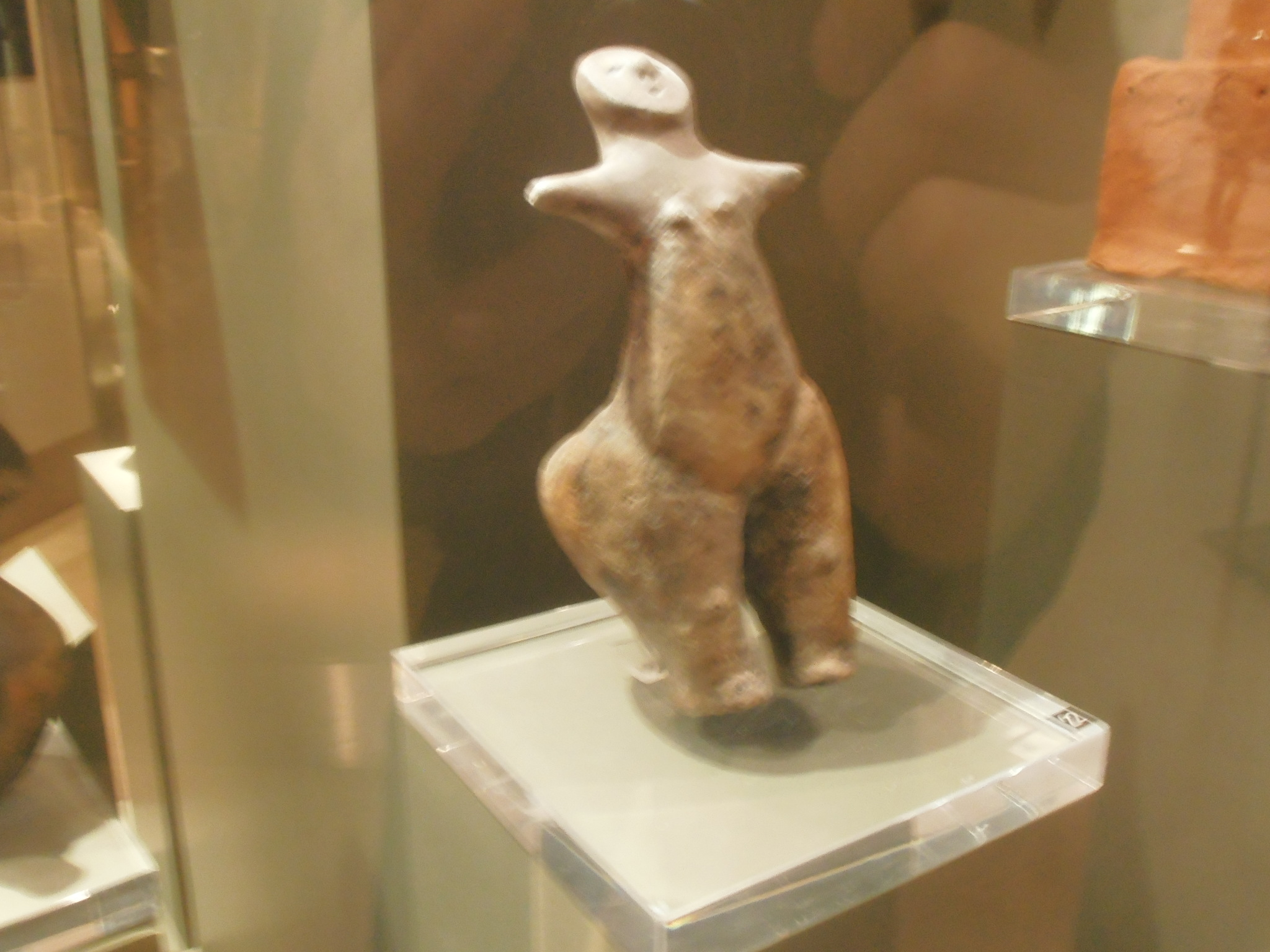
Méhteleken talált neolitikus Vénusz-szobrocska

A település és környéke már ősidők óta lakott hely volt.
Területén 1972-73-ban értékes, a Körös-kultúrához tartozó Európában egyedülálló kőkori leletek kerültek napvilágra, s tették ismertté Méhtelek nevét.
 Méhtelek nevét az oklevelek 1344-ben említik először, nevét ekkor Melteluk, Meltelek (Mélytelek) -nek írták.
A falu a Gutkeled nemzetség birtokai közül való.
Az 1400-as években a Báthori-család volt birtokosa, majd hosszú ideig a Rozsályi Uradalom birtokai közé tartozott.
1620-ban Bethlen Gábor Szentpáli Zsigmondnak adományozta a települést, akitől később újra a Rozsályi uradalomhoz került.
A 18-19. században több tulajdonosa volt, így a Maróthi, Becsky, gróf Teleki és Eötvös családok is birtokosai voltak.
1847-ből fennmaradt népszámlálási adatok alapján 368 lakosa volt a településnek.
1870-ről feljegyzett adatok alapján ekkor nagy tűzvész pusztított a településen.
1911-1913 közötti időkről valaki feljegyezte, hogy Méhteleken 370 református és 192 egyéb vallású lakos élt itt.

## Közélete

### Polgármesterei
- 1990–1994: Máté Béla (független)[3][4]
- 1994–1998: Máté Béla (független)[5][6]
- 1998–2002: Máté Béla (független)[7][8]
- 2002–2006: Máté Béla (független)[9][10]
- 2006–2010: Máté Béla (független)[11]
- 2010–2014: Czuprák László (Fidesz–KDNP)[12]
- 2014–2019: Czuprák László (Fidesz–KDNP)[13]
- 2019–2024: Fehér Sándor (független)[14]
- 2024– : Fehér Sándor (független)[1]

## Népesség
A település népességének változása:
| Lakosok száma | 732  | 756  | 759  | 648  | 651  | 650  | 647  |
|               | 2013 | 2014 | 2015 | 2021 | 2022 | 2023 | 2024 |

2001-ben a település lakosságának 92%-a magyar, 8%-a cigány nemzetiségűnek vallotta magát.
A 2011-es népszámlálás során a lakosok 82,2%-a magyarnak, 15,9% cigánynak, 0,3% németnek, 0,4% románnak, 0,3% ukránnak mondta magát (17,7% nem nyilatkozott; a kettős identitások miatt a végösszeg nagyobb lehet 100%-nál). A vallási megoszlás a következő volt: római katolikus 4,9%, református 57,9%, görögkatolikus 6%, felekezeten kívüli 1,7% (20,1% nem válaszolt).
2022-ben a lakosság 91,7%-a vallotta magát magyarnak, 22,1% cigánynak, 0,8% ukránnak, 0,5% románnak, 0,2% németnek, 0,2% ruszinnak (8,3% nem nyilatkozott; a kettős identitások miatt a végösszeg nagyobb lehet 100%-nál). Vallásuk szerint 2,3% volt római katolikus, 68,8% református, 4,8% görög katolikus, 3,8% egyéb keresztény, 4,5% felekezeten kívüli (15,4% nem válaszolt).

## Nevezetességei
- Református templom – Feltehetően a XV. században épült. 1653 körül átépítették, 1777-ben renoválták. Az eredetileg egyhajós, támpilléres szentélyű gótikus templomnak táblás, festett famennyezete és különálló fatornya volt. 1929-ben teljesen átalakították, kétszeresére bővítették és északi homlokzata elé – ez eredetileg oldalhomlokzat volt – új, neogótikus tornyot építettek ez alá helyezve a főbejáratot. A templom belső terében jelenleg sík, vakolt mennyezet, a bejárattal szemben a szószék, a nyugati záródásban egy támaszték nélküli fa karzat található.[18]
- 19. század-i lakóház – A jellegzetes, népi építészet stílusát magán viselő középparaszti, vályogból készült, oldaltornácos épület a Rákóczi u. 27. sz. alatt található.